# 1. ŽNL Splitsko-dalmatinska 2020./21.
Ovaj članak je podtema članka: 4. rang HNL-a 2020./21.

1. ŽNL Splitsko-dalmatinska u sezoni 2020./21. predstavlja prvi stupanj županijske lige u Splitsko-dalmatinskoj županiji, te ligu četvrtog stupnja hrvatskog nogometa. U ligi sudjeluje četrnaest klubova. Prvak je postao "GOŠK Kaštela" iz Kaštel Gomilice. 

## Sustav natjecanja
Četrnaest klubova igra dvokružnim ligaškim sustavom (26 kola). 

## Sudionici
- GOŠK Kaštela – Kaštel Gomilica, Kaštela  ↓GOŠK
- Imotski – Imotski
- Jadran – Kaštel Sućurac, Kaštela
- Jadran – Tučepi
- Mladost – Donji Proložac, Proložac
- Mračaj – Runović, Runovići
- Omiš – Omiš
- Omladinac – Vranjic, Solin
- Orkan – Dugi Rat
- Poljičanin 1921 – Srinjine, Split
- Postira-Sardi – Postira
- Primorac – Stobreč, Split
- Val – Kaštel Stari, Kaštela
- Vinjani – Donji Vinjani, Imotski

 ↑GOŠK  – "GOŠK Kaštela" je jesenski dio prvenstva igrao pod imenom "GOŠK" 

## Ljestvica
| Poz. | Momčad                           | U  | P  | N  | I  | G+ | G– | G+/– | Bod. | Nastavak natjecanja ili ispadanje |
| ---- | -------------------------------- | -- | -- | -- | -- | -- | -- | ---- | ---- | --------------------------------- |
| 1.   | GOŠK Kaštela Kaštel Gomilica (P) | 26 | 19 | 6  | 1  | 77 | 20 | +57  | 63   | Kvalifikacije za 3. HNL – Jug     |
| 2.   | Omiš                             | 26 | 19 | 0  | 7  | 70 | 44 | +26  | 57   |                                   |
| 3.   | Jadran Tučepi                    | 26 | 14 | 6  | 6  | 54 | 26 | +28  | 48   |                                   |
| 4.   | Mladost Donji Proložac           | 26 | 14 | 4  | 8  | 70 | 43 | +27  | 46   |                                   |
| 5.   | Omladinac                        | 26 | 12 | 10 | 4  | 55 | 31 | +24  | 46   |                                   |
| 6.   | Orkan                            | 26 | 10 | 6  | 10 | 38 | 48 | −10  | 36   |                                   |
| 7.   | Val                              | 26 | 9  | 7  | 10 | 39 | 33 | +6   | 34   |                                   |
| 8.   | Primorac 1929                    | 26 | 9  | 7  | 10 | 38 | 38 | 0    | 34   |                                   |
| 9.   | Imotski                          | 26 | 9  | 6  | 11 | 43 | 48 | −5   | 33   |                                   |
| 10.  | Mračaj                           | 26 | 7  | 6  | 13 | 30 | 58 | −28  | 27   |                                   |
| 11.  | Jadran Kaštel Sućurac            | 26 | 6  | 8  | 12 | 36 | 42 | −6   | 26   |                                   |
| 12.  | Vinjani                          | 26 | 7  | 4  | 15 | 27 | 56 | −29  | 25   |                                   |
| 13.  | Postira-Sardi                    | 26 | 7  | 3  | 16 | 37 | 55 | −18  | 24   |                                   |
| 14.  | Poljičanin 1921 (R)              | 26 | 3  | 1  | 22 | 20 | 92 | −72  | 10   | 2. ŽNL                            |

## Rezultati
Posljednje ažuriranje: 22. lipnja 2021.

| 1. kolo                     | 1. kolo |
| --------------------------- | ------- |
| 5. rujna 2021.              |         |
| Jadran T – GOŠK             | 3:3     |
| Val – Primorac              | 2:2     |
| Imotski – Orkan             | 1:1     |
| Omiš – Mračaj               | 4:2     |
| Omladinac – Poljičanin 1921 | 3:0     |
| 6. rujna 2021.              |         |
| Mladost – Jadran KS         | 5:1     |
| Postira-Sardi – Vinjani     | 3:0     |
|                             |         |

| 2. kolo                  | 2. kolo |
| ------------------------ | ------- |
| 12. rujna 2021.          |         |
| Jadran T – Jadran KS     | 5:1     |
| GOŠK – Omladinac         | 2:2     |
| Mračaj – Orkan           | 1:1     |
| Omiš – Mladost           | 3:1     |
| Poljičanin 1921 – Val    | 1:1     |
| Primorac – Postira-Sardi | 2:2     |
| 13. rujna 2021.          |         |
| Vinjani – Imotski        | 1:1     |
|                          |         |

| 3. kolo                         | 3. kolo |
| ------------------------------- | ------- |
| 19. rujna 2021.                 |         |
| Jadran T – Omiš                 | 5:0     |
| Val – GOŠK                      | 1:1     |
| Imotski – Primorac              | 1:1     |
| Omladinac – Jadran KS           | 2:2     |
| Orkan – Vinjani                 | 2:1     |
| 20. rujna 2021.                 |         |
| Mladost – Mračaj                | 3:3     |
| Postira-Sardi – Poljičanin 1921 | 3:0     |
|                                 |         |

| 4. kolo                   | 4. kolo |
| ------------------------- | ------- |
| 26. rujna 2021.           |         |
| Jadran KS – Val           | 1:1     |
| GOŠK – Postira-Sardi      | 2:0     |
| Mračaj – Vinjani          | 3:1     |
| Omiš – Omladinac          | 2:0     |
| Poljičanin 1921 – Imotski | 1:3     |
| Primorac – Orkan          | 0:1     |
| 27. rujna 2021.           |         |
| Mladost – Jadran T        | 1:0     |
|                           |         |

| 5. kolo                   | 5. kolo |
| ------------------------- | ------- |
| 3. listopada 2020.        |         |
| Jadran T – Mračaj         | 4:0     |
| Val – Omiš                | 3:1     |
| Imotski – GOŠK            | 2:3     |
| Omladinac – Mladost       | 3:1     |
| Orkan – Poljičanin 1921   | 5:1     |
| 4. listopada 2020.        |         |
| Postira-Sardi – Jadran KS | 0:2     |
| Vinjani – Primorac        | 0:2     |
|                           |         |

| 6. kolo                   | 6. kolo |
| ------------------------- | ------- |
| 10. listopada 2020.       |         |
| Jadran KS – Imotski       | 1:2     |
| Jadran T – Omladinac      | 2:2     |
| GOŠK – Orkan              | 2:0     |
| Mračaj – Primorac         | 1:1     |
| omiš – Postira-Sardi      | 5:2     |
| Poljičanin 1921 – Vinjani | 1:0     |
| 11. listopada 2020.       |         |
| Mladost – Val             | 3:1     |
|                           |         |

| 7. kolo                    | 7. kolo |
| -------------------------- | ------- |
| 17. listopada 2020.        |         |
| Val – Jadran T             | 1:0     |
| Imotski – Omiš             | 1:3     |
| Omladinac – Mračaj         | 3:0     |
| Orkan – Jadran KS          | 2:1     |
| Primorac – Poljičanin 1921 | 5:1     |
| 18. listopada 2020.        |         |
| Postira-Sardi – Mladost    | 0:2     |
| Vinjani – GOŠK             | 0:0     |
|                            |         |

| 8. kolo                  | 8. kolo |
| ------------------------ | ------- |
| 24. listopada 2020.      |         |
| Jadran KS – Vinjani      | 1:2     |
| Jadran T – Postira-Sardi | 2:1     |
| GOŠK – Primorac          | 2:1     |
| Mračaj – Poljičanin 1921 | 2:0     |
| Omiš – Orkan             | 0:3     |
| Omladinac – Val          | 1:0     |
| 25. listopada 2020.      |         |
| Mladost – Imotski        | 6:1     |
|                          |         |

| 9. kolo                   | 9. kolo |
| ------------------------- | ------- |
| 7. studenog 2020.         |         |
| Imotski – Jadran T        | 1:1     |
| Poljičanin 1921 – GOŠK    | 0:3     |
| Val – Mračaj              | 4:0     |
| Orkan – Mladost           | 2:1     |
| Primorac – Jadran KS      | 1:0     |
| 8. studenog 2020.         |         |
| Postira-Sardi – Omladinac | 2:3     |
| Vinjani – Omiš            | 0:4     |
|                           |         |

| 10. kolo                    | 10. kolo |
| --------------------------- | -------- |
| 14. studenog 2020.          |          |
| Jadran T – Orkan            | 4:1      |
| Val – Postira-Sardi         | 2:0      |
| Mračaj – GOŠK               | 1:4      |
| Omladinac – Imotski         | 5:1      |
| Primorac – Omiš             | 3:5      |
| Jadran KS – Poljičanin 1921 | 2:1      |
| 15. studenog 2020.          |          |
| Mladost – Vinjani           | 5:1      |
|                             |          |

| 11. kolo               | 11. kolo |
| ---------------------- | -------- |
| 21. studenog 2020.     |          |
| GOŠK – Jadran KS       | 2:2      |
| Imotski – Val          | 3:0      |
| Orkan – Omladinac      | 1:1      |
| Poljičanin 1921 – Omiš | 0:4      |
| Postira-Sardi – Mračaj | 3:0      |
| Primorac – Mladost     | 0:2      |
| Vinjani – Jadran T     | 1:1      |
|                        |          |

| 12. kolo                  | 12. kolo |
| ------------------------- | -------- |
| 20. ožujka 2021.          |          |
| Jadran T – Primorac       | 2:1      |
| Val – Orkan               | 4:1      |
| Mračaj – Jadran KS        | 2:0      |
| Omiš – GOŠK Kaštela       | 3:0      |
| Omladinac – Vinjani       | 2:1      |
| 21. ožujka 2021.          |          |
| Mladost – Poljičanin 1921 | 6:2      |
| Postira-Sardi – Imotski   | 3:4      |
|                           |          |

| 13. kolo                   | 13. kolo |
| -------------------------- | -------- |
| 27. ožujka 2021.           |          |
| Jadran KS – Omiš           | 0:3      |
| GOŠK Kaštela – Mladost     | 1:0      |
| Imotski – Mračaj           | 2:1      |
| Orkan – Postira-Sardi      | 3:1      |
| Poljičanin 1921 – Jadran T | 0:2      |
| Primorac – Omladinac       | 0:0      |
| 28. ožujka 2021.           |          |
| Vinjani – Val              | 3:2      |
|                            |          |

| 14. kolo                    | 14. kolo |
| --------------------------- | -------- |
| 3. travnja 2021.            |          |
| Vinjani – Postira-Sardi     | 2:1      |
| Jadran KS – Mladost         | 3:1      |
| Mračaj – Omiš               | 0:4      |
| Poljičanin 1921 – Omladinac | 0:3      |
| Orkan – Imotski             | 2:1      |
| GOŠK Kaštela – Jadran T     | 3:1      |
| Primorac – Val              | 1:0      |
|                             |          |

| 15. kolo                 | 15. kolo |
| ------------------------ | -------- |
| 10. travnja 2021.        |          |
| Jadran KS – Jadran T     | 0:1      |
| Imotski – Vanjani        | 1:3      |
| Val – Poljičanin 1921    | 6:0      |
| Omladinac – GOŠK Kaštela | 1:5      |
| Orkan – Mračaj           | 3:2      |
| 11. travnja 2021.        |          |
| Postira-Sardi – Primorac | 1:3      |
| Mladost – Omiš           | 4:3      |
|                          |          |

| 16. kolo                        | 16. kolo |
| ------------------------------- | -------- |
| 17. travnja 2021.               |          |
| Omiš – Jadran T                 | 2:1      |
| Jadran KS – Omladinac           | 2:2      |
| Primorac – Imotski              | 0:1      |
| Mračaj – Mladost                | 0:3      |
| GOŠK Kaštela – Val              | 2:0      |
| 18. travnja 2021.               |          |
| Vinjani – Orkan                 | 0:1      |
| 18. svibnja 2021.               |          |
| Poljičanin 1921 – Postira-Sardi | 0:2      |
|                                 |          |

| 17. kolo                     | 17. kolo |
| ---------------------------- | -------- |
| 20. travnja 2021.            |          |
| Val – Jadran KS              | 0:0      |
| Imotski – Poljičanin 1921    | 1:2      |
| Omladinac – Omiš             | 0:1      |
| Jadran T – Mladost           | 0:3      |
| 21. travnja 2021.            |          |
| Vinjani – Mračaj             | 1:0      |
| Postira-Sardi – GOŠK Kaštela | 2:2      |
| Orkan – Primorac             | 0:3      |
|                              |          |

| 18. kolo                  | 18. kolo |
| ------------------------- | -------- |
| 24. travnja 2021.         |          |
| Primorac – Vinjani        | 2:1      |
| Omiš – Val                | 3:0      |
| GOŠK Kaštela – Imotski    | 2:0      |
| Poljičanin 1921 – Orkan   | 3:0      |
| Mračaj – Jadran T         | 2:1      |
| Jadran KS – Postira-Sardi | 4:1      |
| 25. travnja 2021.         |          |
| Mladost – Omladinac       | 0:0      |
|                           |          |

| 19. kolo                  | 19. kolo |
| ------------------------- | -------- |
| 1. svibnja 2021.          |          |
| Orkan – GOŠK Kaštela      | 0:3      |
| Primorac – Mračaj         | 0:2      |
| Val – Mladost             | 2:0      |
| Imotski – Jadran KS       | 2:1      |
| Omladinac – Jadran T      | 0:0      |
| 2. svibnja 2021.          |          |
| Vinjani – Poljičanin 1921 | 4:2      |
| Postira-Sardi – Omiš      | 4:2      |
|                           |          |

| 20. kolo                   | 20. kolo |
| -------------------------- | -------- |
| 8. svibnja 2021.           |          |
| GOŠK Kaštela – Vinjani     | 2:0      |
| Jadran T – Val             | 2:0      |
| Poljičanin 1921 – Primorac | 1:2      |
| Omiš – Imotski             | 4:1      |
| Mračaj – Omladinac         | 2:2      |
| Jaran KS – Orkan           | 1:1      |
| 9. svibnja 2021.           |          |
| Mladost – Postira-Sardi    | 1:1      |
|                            |          |

| 21. kolo                 | 21. kolo |
| ------------------------ | -------- |
| 11. svibnja 2021.        |          |
| Orkan – Omiš             | 3:4      |
| Poljičanin 1921 – Mračaj | 1:3      |
| Primorac – GOŠK Kaštela  | 0:1      |
| Val – Omladinac          | 3:2      |
| 12. svibnja 2021.        |          |
| Postira-Sardi – Jadran T | 0:2      |
| Vinjani – Jadran KS      | 1:1      |
| Imotski – Mladost        | 3:4      |
|                          |          |

| 22. kolo                       | 22. kolo |
| ------------------------------ | -------- |
| 15. svibnja 2021.              |          |
| GOŠK Kaštela – Poljičanin 1921 | 13:0     |
| Omladinac – Postira-Sardi      | 5:1      |
| Omiš – Vinjani                 | 5:0      |
| Jadran T – Imotski             | 2:1      |
| Mračaj – Val                   | 1:1      |
| Jadran KS – Primorac           | 2:2      |
| 16. svibnja 2021.              |          |
| Mladost – Orkan                | 2:2      |
|                                |          |

| 23. kolo                    | 23. kolo |
| --------------------------- | -------- |
| 22. svibnja 2021.           |          |
| GOŠK Kaštela – Mračaj       | 9:0      |
| Poljičanin 1921 – Jadran KS | 1:5      |
| Orkan – Jadran T            | 0:4      |
| Omiš – Primorac             | 1:3      |
| Imotski – Omladinac         | 1:1      |
| Vinjani – Mladost           | 4:3      |
| 23. svibnja 2021.           |          |
| Postira-Sardi – Val         | 2:1      |
|                             |          |

| 24. kolo                 | 24. kolo |
| ------------------------ | -------- |
| 29. svibnja 2021.        |          |
| Omladinac – Orkan        | 2:0      |
| Jadran KS – GOŠK Kaštela | 0:1      |
| Mračaj – Postira-Sardi   | 1:0      |
| Jadran T – Vinjani       | 3:0      |
| Val – Imotski            | 0:2      |
| Omiš – Poljičanin 1921   | 4:1      |
| 30. svibnja 2021.        |          |
| Mladost – Primorac       | 5:2      |
|                          |          |

| 25. kolo                  | 25. kolo |
| ------------------------- | -------- |
| 3. lipnja 2021.           |          |
| Primorac – Jadran T       | 1:1      |
| 5. lipnja 2021.           |          |
| Vinjani – Omladinac       | 0:5      |
| GOŠK Kaštela – Omiš       | 6:0      |
| Orkan – Val               | 1:1      |
| Imotski – Postira-Sardi   | 5:0      |
| Poljičanin 1921 – Mladost | 0:5      |
| Jadran KS – Mračaj        | 2:0      |
|                           |          |

| 26. kolo                   | 26. kolo |
| -------------------------- | -------- |
| 12. lipnja 2021.           |          |
| Omiš – Jadran KS           | 2:1      |
| Val – Vinjani              | 3:0      |
| Jadran T – Poljičanin 1921 | 4:1      |
| Mračaj – Imotski           | 1:1      |
| Omladinac – Primorac       | 3:0      |
| Mladost – GOŠK Kaštela     | 1:3      |
| Postira-Sardi – Orkan      | 4:2      |
|                            |          |

## Najbolji strijelci
Izvori:
Strijelci 10 i više pogodaka: 
| 24 gola - Ante Kuvačić (Omiš) 21 gol - Neil Simpson Connor (GOŠK Kaštela) 18 golova - Ante Vučemilović-Alegić (GOŠK Kaštela) 15 golova - Ivan Šarić (Orkan) 13 golova - Ivan Lončar (Mladost) - Mario Šimić (Mladost) - Ivan Vrgoč (Omladinac) | 12 golova - Petar Kljenak (Mladost) 11 golova - Pjero Antunović (Jadran T) - Antonio Bušelić (Jadran T) - Marin Koštić (Jadran T) - Ivan Zolje (Postira-Sardi) 10 golova - Marin Vuksan (Imotski) |

 Ažurirano: 22. lipnja 2021. 

## Vanjske poveznice
- nszsd.hr – Nogometni savez Županije Splitsko-dalmatinske
- nszsd.hr, 1. ŽNL
- facebook.com, 1. ŽNL Splitsko-dalmatinske županije
- sportnet.hr forum, 1. i 2. ŽNL Splitsko-dalmatinske županije  Arhivirana inačica izvorne stranice od 27. studenoga 2021. (Wayback Machine)
- dalmatinskinogomet.hr